# Gianluca Ansanelli
Gianluca Ansanelli (Napoli, 9 ottobre 1974) è un regista, sceneggiatore, conduttore televisivo e radiofonico, e autore televisivo e teatrale italiano.

## Biografia
Si forma seguendo i corsi di dizione e recitazione di Giacomo Rizzo presso il Teatro Cilea di Napoli. Nel 1996 abbandona gli studi universitari per frequentare il laboratorio teatrale di Leo de Berardinis del Teatro municipale Giuseppe Verdi di Salerno e porta i suoi spettacoli di cabaret in giro per l'Italia.
Approda alla televisione, prima in alcune trasmissioni delle reti locali, fra cui, nel 1997-1998 TeleGaribaldi, e poi come inviato del programma di Italia 1 Le Iene nel 2000. Nel 2001 conduce il programma Call Game su LA7.
Dal 2002 al 2006, prima su due reti regionali romane (GBR e Tele Roma 56) e poi sul circuito di Europa 7, è ideatore e conduttore di una striscia comica quotidiana trasmessa con diversi titoli (Ave Cesare, Telecesare, Trambusto e Super Trambusto), superando le 500 puntate di messa in onda. Nel 2005, lo stesso Ansanelli tentò di darle visibilità nazionale mandandola in onda su Rai 1 con una puntata zero, dal titolo Ride...Rai.
Nel 2005 recita nel film di Carlo Vanzina Il ritorno del Monnezza e nel 2006 scrive i soggetti della serie TV Distretto di polizia 7. Nello stesso anno scrive, dirige e interpreta a teatro la commedia Gino non si tocca più, ed è fra gli autori del varietà televisivo Suonare Stella di Rai 2. Nel 2007 mette in scena una seconda opera teatrale, Se prima eravamo in due, e recita nel film TV di Canale 5 Due imbroglioni e... mezzo!, regia di Franco Amurri.
Nel 2007 recita nel film La seconda volta non si scorda mai, per la regia di Francesco Ranieri Martinotti, con Alessandro Siani, mentre l'anno dopo è autore e conduttore del varietà radiofonico A tutte le auto, su radio Kiss Kiss, ed è autore del game show Reazione a catena, condotto da Pupo su Rai Uno. Nel 2009 interpreta il personaggio del maresciallo Greco nella serie TV R.I.S. 5 - Delitti imperfetti.
Nel 2009 è autore del varietà di Rai 2 Stracult e del game show di Italia 1 Il colore dei soldi, condotto da Enrico Papi. Nel 2010 torna a vestire i panni dell'ispettore Santoro nella serie TV di Canale 5 Due imbroglioni e... mezzo!.
Nel 2010 interpreta Tommaso nel film TV Agata e Ulisse, in onda su Canale 5 nel 2011, per la regia di Maurizio Nichetti. Nello stesso anno è autore del programma The Call, condotto da Teo Mammucari su Italia 1. Per il teatro scrive e dirige il varietà L'era digitale, interpretato dal gruppo cabarettistico de I Ditelo voi, e L'ego in un pagliaio, monologo comico interpretato da Cristina Bignardi.
Nel 2011 è autore del programma televisivo Alballoscuro, condotto da Alba Parietti. Il 4 ottobre 2012 esce in sala il suo primo lungometraggio All'ultima spiaggia, una commedia corale a episodi.
Nel 2013 torna in teatro scrivendo e dirigendo Gomorroide, parodia di Gomorra, interpretata, di nuovo, dal trio cabarettistico de I Ditelo voi. Successivamente debutta a Roma la commedia Sette ore per farti innamorare, che lo vede ancora impegnato nelle vesti di autore e regista. Ad interpretare la pièce Giampaolo Morelli e Carolina Crescentini. Nello stesso anno è autore di Aggratis, il programma comico di Rai 2.
A febbraio 2014 firma la sceneggiatura del primo film del duo comico Pio e Amedeo dal titolo Amici come noi. Nello stesso anno è curatore del programma di Comedy Central Stand up Comedy, il primo programma di stand up comedy realizzato in Italia, e collabora come sceneggiatore alla serie TV poliziesca Rex.
il 1º gennaio 2015 esce nelle sale italiane il film Si accettano miracoli, regia di Alessandro Siani, di cui Ansanelli firma soggetto e sceneggiatura.
Contemporaneamente gira il suo secondo lungometraggio Troppo napoletano, che esce nelle sale il 7 aprile 2016. Il film vince svariati riconoscimenti, e ottiene anche una candidatura ai Nastri d'argento per la migliore canzone originale. Dal film viene tratto un musical teatrale firmato dallo stesso Ansanelli.
A novembre dello stesso anno esce nelle sale un altro film di cui firma soggetto e sceneggiatura, Quel bravo ragazzo, per la regia di Enrico Lando, che vede come protagonista Herbert Ballerina. Infine firma la sceneggiatura del film di Natale, targato Filmauro, Natale a Londra - Dio salvi la regina, con Lillo & Greg, Nino Frassica e Paolo Ruffini.
Nel 2017 firma un nuovo lavoro cinematografico, Omicidio all'italiana di e con Maccio Capatonda. Nel 2018 arrivano in sala altre due commedie da lui firmate: Tu mi nascondi qualcosa, con Rocco Papaleo e Giuseppe Battiston e Ci vuole un fisico, prodotto dal Centro sperimentale di cinematografia. Nel 2019 esce al cinema Il giorno più bello del mondo di Alessandro Siani, e nel 2020 altre due commedie: Un figlio di nome Erasmus di Alberto Ferrari e 7 ore per farti innamorare di Giampaolo Morelli. Sempre nel 2020, Gianluca Ansanelli torna dietro la macchina da presa, firmando la regia di una nuova commedia Benvenuti in casa Esposito. A ottobre dello stesso anno esce al cinema Con tutto il cuore di Vincenzo Salemme, che lo vede impegnato come sceneggiatore, e a Dicembre 2021 tocca ancora ad Alessandro Siani ed il suo Chi ha incastrato Babbo Natale?, ancora una volta firmato da Ansanelli. Nel 2022 firma Tramite amicizia, sempre di Alessandro Siani, Falla girare di Giampaolo Morelli, che dopo il grande successo ottenuto sulle piattaforme ha anche un sequel nel 2024 Falla girare 2 - Offline. Nel 2023 il suo nuovo lavoro da regista e autore, La guerra dei nonni, nel quale dirige Vincenzo Salemme e Max Tortora. Nel 2024 ancora due film da regista e autore: Come far litigare mamma e papà, dove dirige Carolina Crescentini e Giampaolo Morelli e Una fottuta bugia, dove dirige Antonello Fassari, Mariano Rigillo e Gianmarco Tognazzi, che per la prima volta lo vede esplorare il genere dramedy. Sempre nel 2024 esce al cinema la sua quarta collaborazione con Giampaolo Morelli, per il quale firma la sceneggiatura di L'amore e altre seghe mentali.

## Filmografia

### Attore

#### Cinema
- Il ritorno del Monnezza, regia di Carlo Vanzina (2005)
- La seconda volta non si scorda mai, regia di Francesco Ranieri Martinotti (2008)

#### Televisione
- R.I.S. 5 - Delitti imperfetti – serie TV (2009)
- Due imbroglioni e... mezzo!, regia di Franco Amurri – miniserie TV (2010)
- Agata e Ulisse, regia di Maurizio Nichetti – film TV (2010)

### Sceneggiatore
- Cotti e mangiati – serie TV (2006)
- Distretto di polizia 7 – serie TV (2007)
- Phone Bugs – serie TV (2007)
- Distretto di polizia – serie TV (2011)
- All'ultima spiaggia, regia di Gianluca Ansanelli (2012)
- Amici come noi, regia di Enrico Lando (2014)
- Rex 6 – serie TV (2014)
- Si accettano miracoli, regia di Alessandro Siani (2015)
- Poli opposti, regia di Max Croci (2015)
- Troppo napoletano, regia di Gianluca Ansanelli (2016)
- Quel bravo ragazzo, regia di Enrico Lando (2016)
- Natale a Londra - Dio salvi la regina, regia di Volfango De Biasi (2016)
- Omicidio all'italiana, regia di Maccio Capatonda (2017)
- Tu mi nascondi qualcosa, regia di Giuseppe Loconsole (2018)
- Ci vuole un fisico, regia di Alessandro Tamburini (2018)
- Il giorno più bello del mondo, regia di Alessandro Siani (2019)
- Sono solo fantasmi, regia di Christian De Sica (2019)
- 7 ore per farti innamorare, regia di Giampaolo Morelli (2020)
- Un figlio di nome Erasmus, regia di Alberto Ferrari (2020)
- Benvenuti in casa Esposito, regia di  Gianluca Ansanelli (2021)
- Con tutto il cuore, regia di Vincenzo Salemme (2021)
- Chi ha incastrato Babbo Natale?, regia di Alessandro Siani (2021)
- Falla girare, regia di Giampaolo Morelli (2022)
- Tramite amicizia, regia di Alessandro Siani (2023)
- The boat, regia di Alessio Liguori (2023)
- La guerra dei nonni, regia di Gianluca Ansanelli (2023)
- À côté de ses pompes, regia di Nathalie Lecoultre (2023)
- Falla girare 2 - Offline, regia di Giampaolo Morelli (2024)
- Come far litigare mamma e papà, regia di Gianluca Ansanelli (2024)
- L'amore e altre seghe mentali, regia di Giampaolo Morelli (2024)
- Una fottuta bugia, regia di Gianluca Ansanelli (2024)

### Regista
- All'ultima spiaggia (2012)
- Troppo napoletano (2016)
- Benvenuti in casa Esposito (2021)
- La guerra dei nonni (2023)
- Come far litigare mamma e papà (2024)
- Una fottuta bugia (2024)

## Teatro
- Operazione Pigmalione, regia di Gianni D'Ambrosio (1995) – attore
- Questa scuola me la lego ardito (cabaret, 1996) – autore e attore
- King Lear, regia di Leo de Berardinis (1996) – attore
- Il compagno di lavoro, regia di Giacomo Rizzo (1996) – attore
- La confessione, regia di Walter Manfrè (1996) – attore
- E'nepute d'o sindaco, regia di Giacomo Rizzo (1996) – aiuto regista
- San Giovanni Decollato, regia di Giacomo Rizzo (1997) – aiuto regista
- Quanta 'mbruoglie pe nu figlio, regia di Giacomo Rizzo (1997) – aiuto regista
- Senz'acqua, senza cibo, e.... sesso, regia di Luigi Russo (1997) – attore
- Spasso dopo spasso in casa Bassolindo, regia di Gaetano Liguori (1998) – attore
- C'est magique, varietà teatrale (1999) – autore e regista
- Abbiamo fatto il giallo (1999) – autore, regista e attore
- Sembra ieri, cabaret (2001) – autore
- Siamo tutti esauriti, varietà teatrale (2002) – autore e regista
- Super '80, varietà teatrale, condotto da Pupo ed Heather Parisi (2004) – autore e regista
- Gino non si tocca più, con Giampaolo Morelli (2006) – autore, regista e attore
- Se prima eravamo in due, con Selvaggia Lucarelli (2007) – autore, regista e attore
- Triccheballacche, con I Ditelo voi (2008) – autore
- Di donna ce n'è una sola di G. di Stasio (2008) – attore
- L'era digitale, con I Ditelo voi (2010) – autore e regista
- L'ego in un pagliaio, con Cristina Bignardi (2011) – autore e regista
- Gomorroide, con I Ditelo voi (2013) – autore e regista
- Sette ore per farti innamorare, con Giampaolo Morelli e Carolina Crescentini (2013) – autore e regista
- Tutti per uno uno per Titty, con Maria Bolignano e Maurizio Aiello (2016) – regista
- Troppo napoletano - Il musical, con Gigi e Ross (2017) – autore e regista

## Televisione
- TeleGaribaldi, striscia comica (Canale 9 e Telenorba, 1997) – cabarettista
- Solo affari di casa, magazine TV (NTV, 2000) – autore e inviato
- Casbah, striscia comica (NTV, 2000) – autore e inviato
- Le Iene (Italia 1, 2000-2001) – inviato
- Call Game, game show (LA7, 2001) – conduttore
- Sud, rotocalco televisivo (CRT 34, 2002) – autore e inviato
- Number Two, talk show (CRT 34, 2002) – autore e inviato
- Ave Cesare, striscia comica (GBR, 2002) – ideatore, autore e conduttore
- Telecesare, striscia comica (Tele Roma 56, 2003-2004) – ideatore, autore e conduttore
- Trambusto, striscia comica (Europa 7, 2005) – ideatore, autore e conduttore
- Ride...Rai, striscia comica (Rai Uno, 2005) – ideatore, autore e conduttore
- Chi c'è c'è chi non c'è ciao (TSI 2 2005) – autore e conduttore
- Super trambusto, striscia comica (Europa 7, 2006) – ideatore, autore e conduttore
- One man show (TSI 2 2006) – autore e attore
- Suonare Stella (Rai 2, 2006) – autore
- Reazione a catena (Rai Uno, 2007) – autore
- Quasi TG, striscia comica (FX, 2007) – inviato
- La notte del poker, condotto da Pupo (Sky Sport, 2008) – autore
- Il colore dei soldi (Italia 1, 2009) – autore
- Stracult (Rai 2, 2009) – autore
- The Call - Chi ha paura di Teo Mammucari? (Italia 1, 2010) – autore
- Alballoscuro (LA7d, 2011) – autore
- Lady Burlesque (Sky Uno, 2011) – autore
- Aggratis! (Rai 2, 2013) – autore
- Stand up Comedy (Comedy Central, 2014) – autore

## Radio
- Arrivano i mostri (2000)
- Mucho gusto (2006)
- A tutte le auto (2008)